# Nový Jičín
Nový Jičín (češka izgovarjava: [ˈnoviː ˈjɪtʃiːn]; nemško Neutitschein) je mesto, ki stoji v okrožju Nový Jičín v Moravsko-šlezijskem okraju na Češkem. Ima okoli 23.000 prebivalcev. Mesto se nahaja na obrobju Karpatov približno 30 km iz Ostrave.

## Izvor imena
Obstajata dve teoriji, kako je prišlo do imena »Jičín«. Po legendah bi ime lahko izpeljali iz imena Jitka, ki je bila pogumna hčerka lokalnega graščaka (Jitčín, kasneje spremenjena v Jičín). Druga teorija izhaja iz slovanske besede za divjega prašiča div (Dičín, kasneje spremenjeno v Jičín).

## Zgodovina
Prva omemba Novega Jičína je iz leta 1313, vendar je bil verjetno ustanovljen že okoli leta 1280, ko je spadal pod Starý Jičín. Leta 1620 je Friderik V mesto povišal v kraljevo mesto. Kasneje ga je močno prizadela tridesetletna vojna in veliki požari v letih 1768 in 1773. V 19. stoletju se je judovsko prebivalstvo vrnilo v mesto in nastale so velike tekstilne tovarne. Mesto se še danes imenuje »mesto klobukov«, saj je znano po svoji klobučarski industriji. Do leta 1918 je bilo mesto del avstrijske monarhije. Nemško prebivalstvo je bilo iz tega območja izgnano leta 1945.

## Pomembni prebivalci
- Božena Benešová (1873–1936), pisateljica
- Alfred Neubauer (1891–1980), dirkač
- František Černík (* 1953), hokejist
- Stanislav Moša (* 1956), gledališki in glasbeni režiser
- Vlasta Redl (* 1959), ljudska glasbenica
- Lenka Masná (* 1985), atletinja

## Pobratena mesta
- Épinal, Francija
- Görlitz, Nemčija
- Kremnica, Slovaška
- Ludwigsburg, Nemčija
- Novellara, Italija
- Świętochłowice, Poljska